# Arkitektur i Helsingfors
Arkitekturen i Helsingfors omfattar bland annat ett stort antal byggnader i jugendstil. Dessa ritades under det sena 1800-talet och det tidiga 1900-talet och var kraftigt influerade av Kalevala, som var ett mycket populärt tema i den nationalromantiska konsten vid denna tidpunkt.
Sederholmska huset är det äldsta bevarade huset i Helsingfors. Huset byggdes av köpmannen Johan Sederholm år 1757 och det ligger vid Senatstorget. På Sveaborg finns de viktigaste kvarvarande stenbyggnaderna från 1700-talet i Finland.

## Huvudstaden skapas
Då Helsingfors utnämndes till huvudstad i storfurstendömet Finland av den ryska tsaren år 1812 påbörjades en ny period av offentligt byggande. Helsingfors byggdes helt om efter en brand enligt en stadsplan med breda raka gator av Johan Albrecht Ehrenström och monumentala byggnader ritade av den tyska arkitekten Carl Ludvig Engel i empirestil. Engels verk utgör kärnan i Finlands arkitektoniska tradition. Carl Ludvig Engel (1778–1840) fick i uppdrag av den ryska tsaren att rita Helsingfors nya ansikte som huvudstad i det ryska storfurstendömet Finland. Han kom att stanna i Helsingfors på grund av sitt unika uppdrag där han valts att planera ett nytt centrum helt på egen hand – en stad som senare skulle komma att kallas Nordens vita stad. Engel ritade Helsingfors i nyklassicistisk stil med raka, breda gator och stenhus i motsats till de tidigare låga trähusen. Navet i Engels stad är Senatstorget, som omgärdas av regeringsbyggnader, huvudbyggnad för Helsingfors universitet samt den stora domkyrkan som färdigställdes år 1852, tolv år efter C L Engels död.
Viktiga byggnader av Engels är Helsingfors nuvarande domkyrka (ursprungligen Nikolaikyrkan), universitetets huvudbyggnad och bibliotek och Statsrådsborgen, alla byggnader vid Senatstorget, samt Helsingfors stadshus (ursprungligen Societetshuset) vid Salutorget och Lappvikens sjukhus. Helsingfors utgjorde ett undantag; övriga finländska städer förblev små och modesta med 200–1 000 invånare. Georg Theodor Chiewitz ritade Finska riddarhuset (1862) och Nya teatern i Helsingfors (1860). 
Gustav Nyström kom att bli en banbrytare inom stadsplaneringen och utbyggnaden av Helsingfors. 1884 invaldes Gustaf Nyström i Helsingfors stadsfullmäktige och verkade i många år som ordförande i stadsplaneringskommittén. Nyström var mycket produktiv och deltog i planeringen av tiotals byggnader i Helsingfors. Han var en av de sista som tillämpade nyrenässans i stor skala i Finland. Han var också intresserad av historiska byggnader och var med och såg till att de dokumenterades ordentligt. 1889 öppnade Gamla Saluhallen på Södra kajen som hade ritats av Gustaf Nyström.

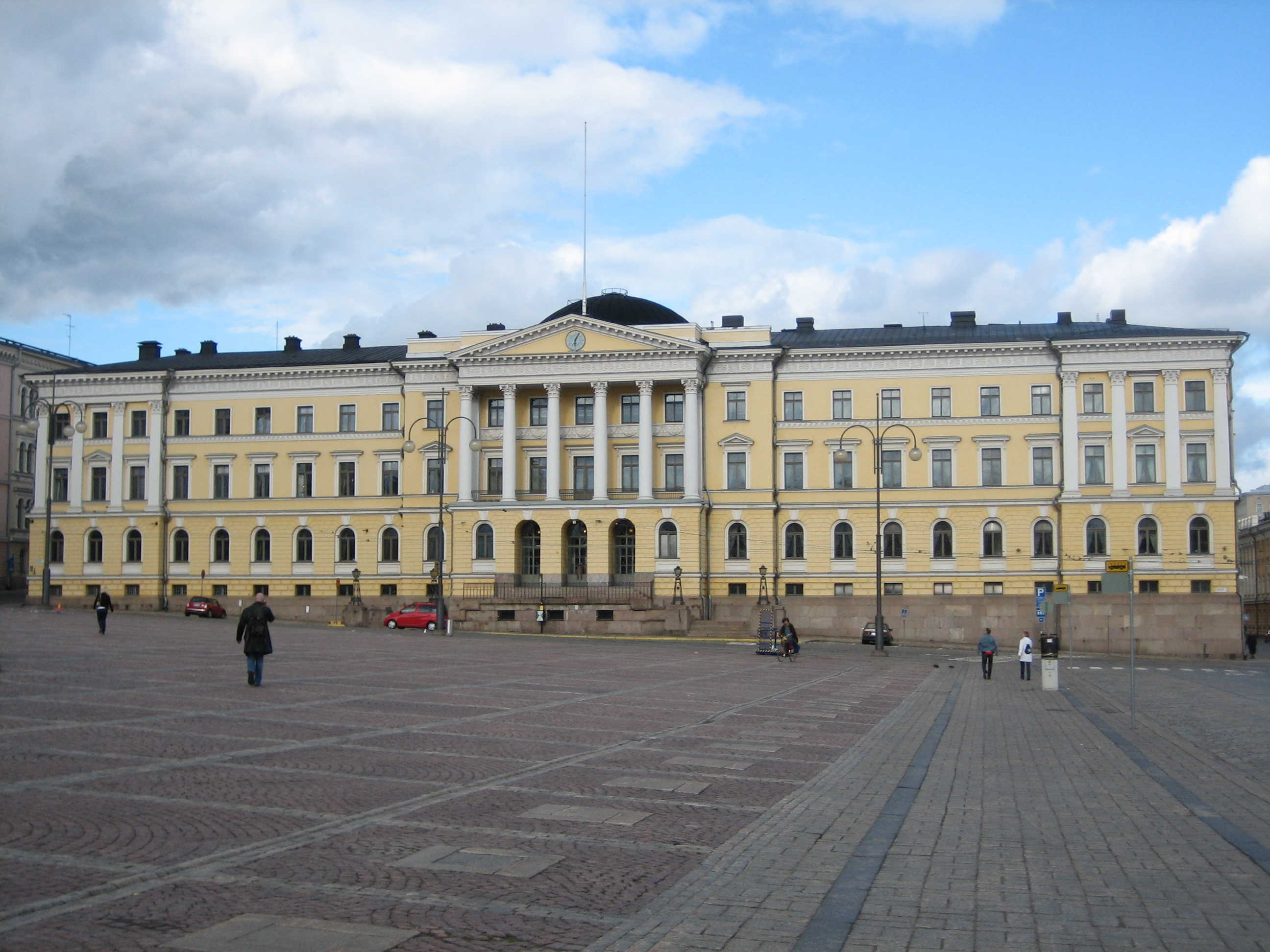
Statsrådsborgen
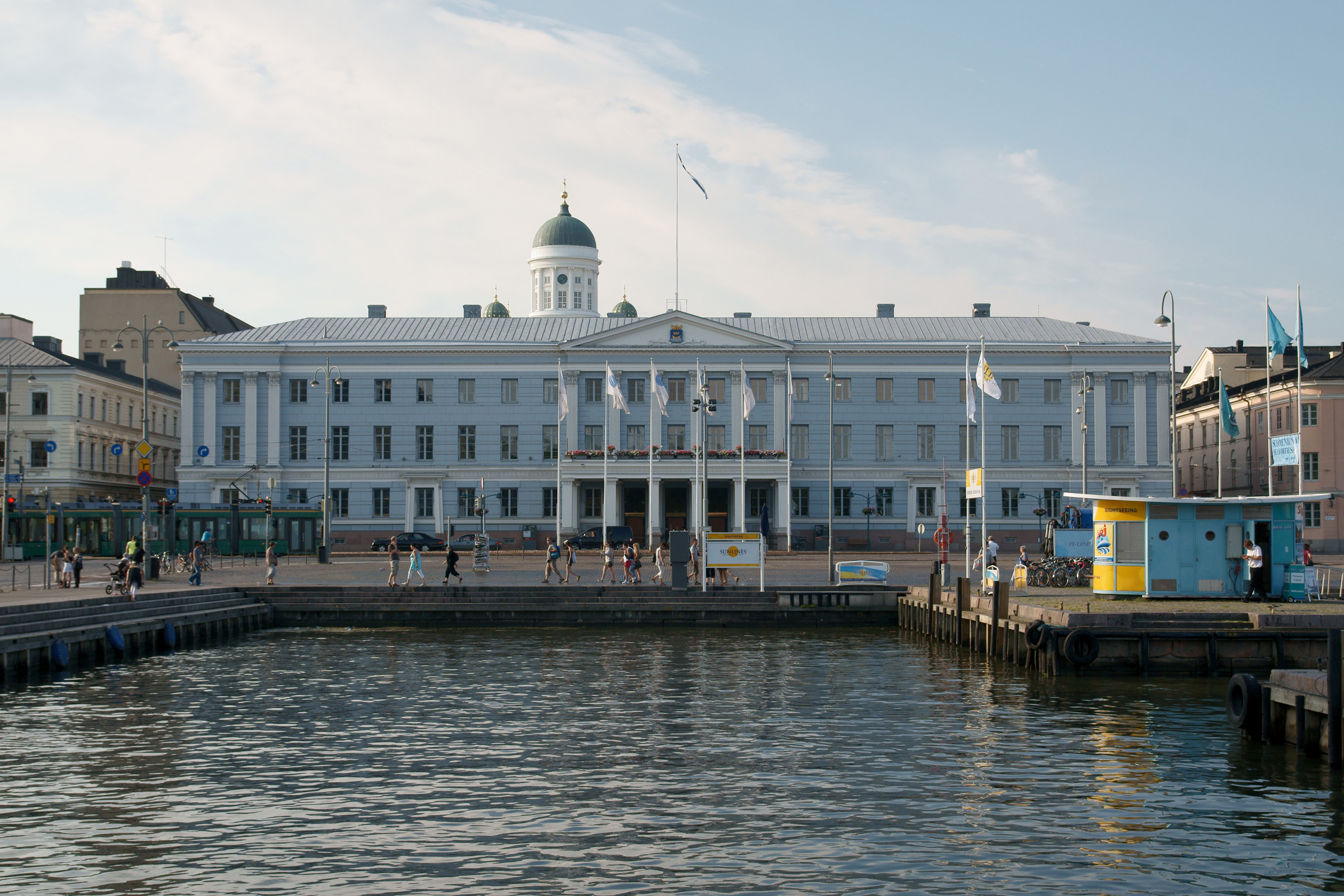
Helsingfors stadshus
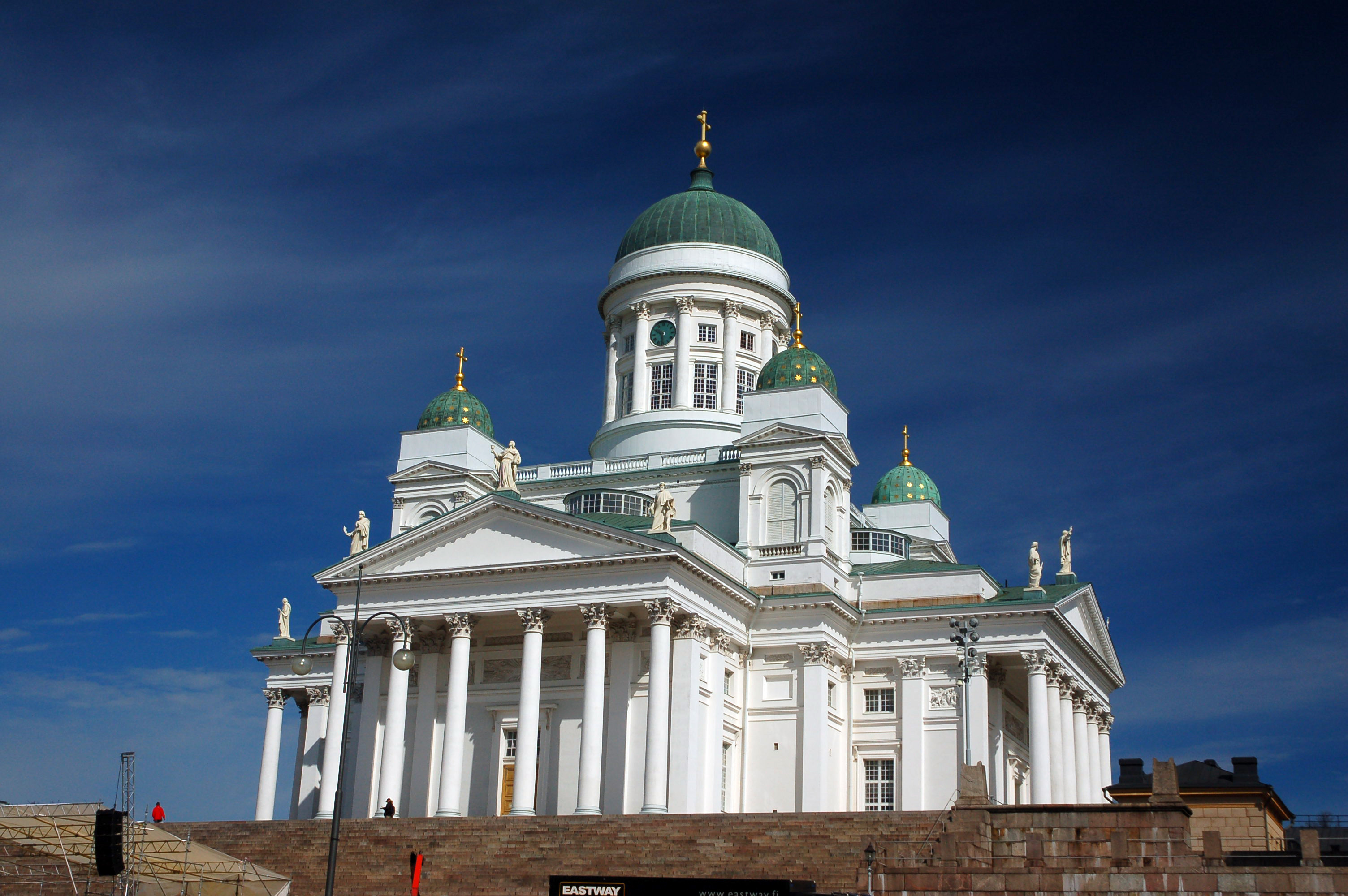
Helsingfors domkyrka

## Nationalromantiken och jugendstilen

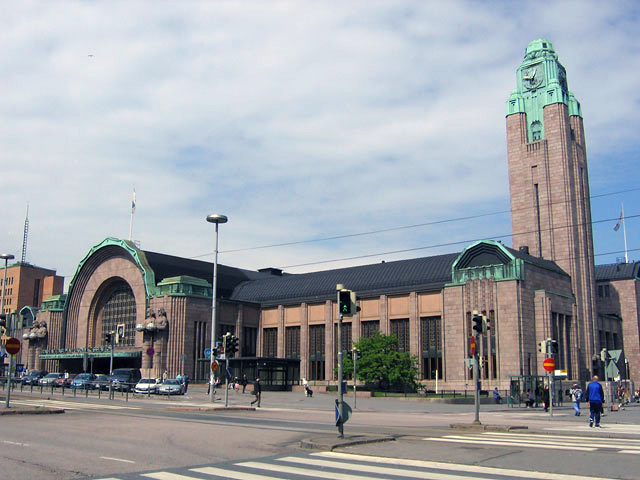
Helsingfors centralstation

De gamla trähusen ersattes kring sekelskiftet 1900 av stenhus. Nationalromantiken och jugendstilen fick ett stort genomslag i Helsingfors där hela stadsdelar byggdes i jugendstil. Jugenstilen återfinns i Skatudden, Ulrikasborg och Eira. Helsingfors centralstation av Eliel Saarinen och Nationalmuseum är exempel för det tidiga 1900-talets arkitekturideal.  Helsingfors växte och fick 1911 en ny generalplan utformad av Bertel Jung som var stadens första stadsplanearkitekt. Kända finländska företrädare för jugend och nationalromantik är bland annat arkitekttrion Gesellius-Lindgren-Saarinen som ritade flera affärs- och bostadshus i Helsingfors. Stadsdelen Eira i södra Helsingfors är ett utmärkt exempel på sammanhängande Jugendbebyggelse från 1900-1910-talen med bland annat byggnader ritade av Lars Sonck. Sonck ritade även Berghälls kyrka som i grå granit representerar nationalromantisk jugendstil och dess 65 meter höga kyrktorn fungerar som ett viktigt landmärke. Onni Tarjanne kom att rita en rad välkända byggnader  i Helsingfors. Byggnader som ritats av Tarjanne är Finska litteratursällskapets och Kansallis Osakepankkis hus, Maria sjukhus äldre del, folkskolhuset vid Nikolaigatan, Finlands nationalteater, AB Heimolas, AB Siltalas och AB Salamas hus.
På privat initiativ byggdes och utvecklades flera villastäder utanför Helsingfors. Eliel Saarinens Munksnäs-Haga stadsplan (1915) hörde till de mest ambitiösa; man ville bygga nya stadsdelar väster om staden för lika många människor som Helsingfors dåvarande folkmängd. Projektet kom av sig på grund av första världskriget. Vägnätet i Munksnäs och Finlands första "radhus" är det som främst återstår av denna plan idag. I samma anda planerade Bertel Jung och Eliel Saarinen i planen Pro Helsingfors (1918) ett nytt centrum för Helsingfors kring en ny centralstation i nuvarande Böle. Tölöviken skulle fyllas igen och en monumental paradgata skulle gå mellan det gamla och nya centrumet med byggnader i monumental klassicism.

## Nordisk klassicism

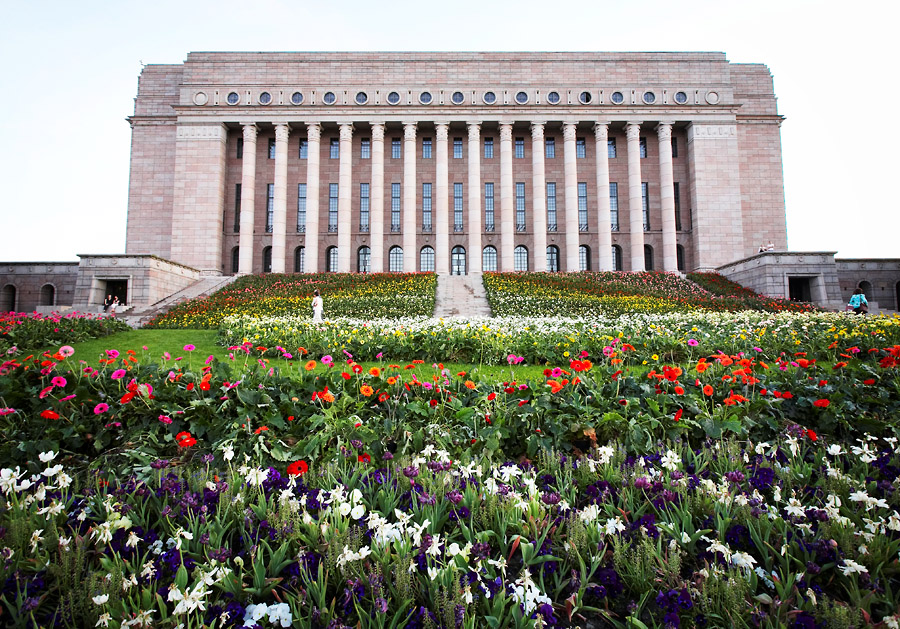
Riksdagshuset

Den nordiska klassicismen blev mycket populär i Finland med stadsdelen Främre Tölö i Helsingfors och Stockmanns varuhus i Helsingfors centrum (1916/1930) som representanter för denna stil inom 20-talsklassicismen. Över huvud taget är största delen av Främre Tölö, vars stadsplan är från år 1906, byggd i klassicistisk stil, förutom jugendinfluenser i söder och funktionalism i norr. Ett exempel på en klassicistisk arbetarstadsdel är Trä-Kottby (1920-talet) i Helsingfors.
Under mellankrigstiden fortsatte staden att växa och befäste sin position som den ledande finska staden. Bostadsbristen var svår och en ny bostadspolitik ledde fram till att nya bostadsområden i Tölö, Vallgård och Kottby byggdes. I centrum blev Hotell Torni 1931 ett landmärke som Helsingfors första höghus efter amerikansk förebild.
Bland byggnader som restes under mellankrigstiden hör Riksdagshuset (arkitekt: Johan Sigfrid Sirén) och Stockmanns varuhus. Riksdagshuset kompletterades med nya intilliggande byggnader 1978 och 2004. Glaspalatset, en av de mest framstående funkisbyggnaderna i staden, stod klart 1936 och hade ritats av de unga arkitekterna Viljo Revell, Niilo Kokko och Heimo Riihimäki. Under perioden 1910–30 var Främre Tölö stadens största byggnadsområde. Med sina höga hus längs de breda gatorna blev det ett enhetligt och fristående område, som tydligt avvek från den inrutade stadsplanen med regelbundna raka gator i gamla Estnäs.

## Funktionalism och modernism

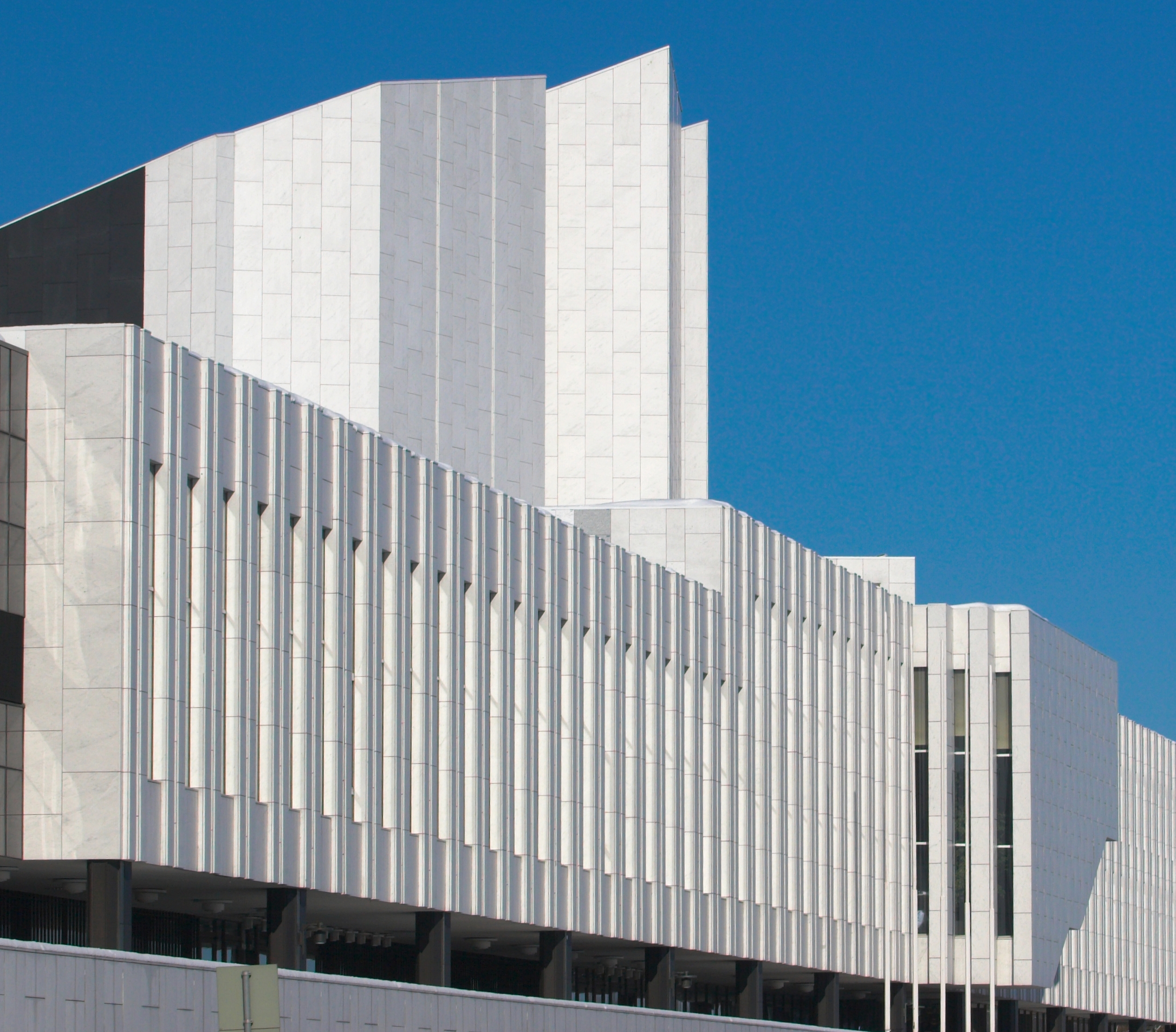
Finlandiahuset (1962-1975) i Helsingfors.

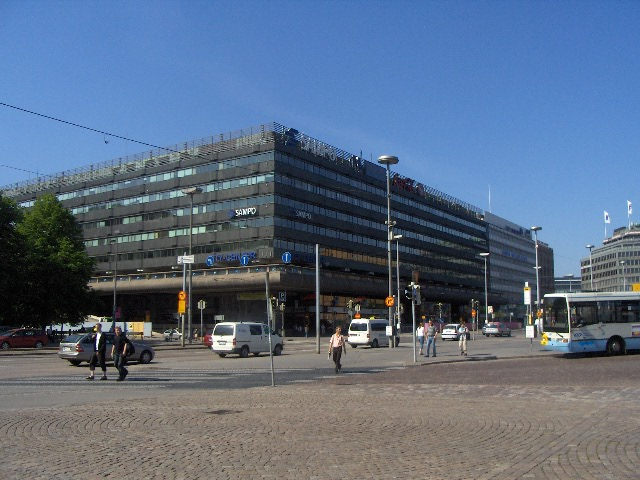
Korvhuset (1967) i Helsingfors.

Exempel på kända funktionalismbyggnader och -områden i Helsingfors är Helsingfors Olympiastadion (Yrjö Lindegren, Toivo Jäntti; 1938) och stadsdelen Bortre Tölö vars stil ofta kallas Tölöfunkis. Olympiabyn (1938-1940) i Kottby i Helsingfors är en av de första funktionalistiska stadsplanerna i Finland. Flera offentliga byggnader som påbörjades under kriget eller tidigare blev klara mot slutet av 1940-talet. Dessa är till exempel Helsingfors handelshögskola (Hugo Harmia, Woldemar Baeckman; 1941/1950) och sjukhuset Barnets borg (1938/1948). Arkitekturen hade ändrats från den strama funktionalismen till en mera dekorerad arkitektur där fasaden innehöll små detaljer och reliefer. Till OS 1952 stod även ett stort kontorshus känt som Palace ritat av Revell klart på Södra kajen i Helsingfors som kom att bli en symbol för den nya tiden efter andra världskriget.
Arkitekturen på 1950-talet var en blandning av idealismen från 1930-talet och 1940-talets realitetsfokusering. Kända byggnader från 1950-talet är Tekniska högskolan och Porthania på Helsingfors universitet av Aarne Ervi. Alvar Aalto gjorde flera utmärkande byggnader i efterkrigstidens Helsingfors: Enso-Gutzeits huvudkontor (1959–1962), Elhuset (1970-1973), Folkpensionsanstaltens huvudkontor, Kulturhuset och Finlandiahuset (1962–1971). "Korvhuset" i Helsingfors centrum, numera röstad till stadens fulaste byggnad, är typiska för tidens anda med bilismen som ett starkt element.
På 1960-talet började Helsingfors stad bygga det Östra Böle enligt tidens ideal med separerad fotgängar- och biltrafik. Östra Böle kritiserades kort efter att det blev klart, och när Västra Böle byggdes tog man avstånd från betongarkitekturen i Östra Böle. Trähusstadsdelen revs i samband med byggandet av Västra Böle på 1970-talet. Helsingfors förtätades med ny bebyggelse i Malm, Mosabacka och Parkstad. Kända byggnader utgör från denna tid utgör Helsingfors stadsteater (Timo Penttilä, 1967), Tempelplatsens kyrka (Tuomo Suomalainen, 1969), Finlandiahuset (Alvar Aalto, 1962-1975) och WeeGee-huset (Aarno Ruusuvuori, 1964-1974). Tempelplatsens kyrka kom att bli mycket uppmärksammad internationellt och besöks årligen av en halv miljon personer.
1970-talet innebar i viss mån en kritik av den värsta brutalismen. Allt oftare började kritiska röster höjas mot rivandet av gamla miljöer och läget blev en central faktor för arkitekturen, i motsats till 1960-talet då någon hänsyn till omgivningen sällan togs. Den första viktiga segern för miljörörelsen var upprustningen av den rivningshotade stadsdelen Trä-Kottby i Helsingfors i slutet av 1960-talet. Trots det domineras 1970-talet av massivt förortsbyggande. Exempel på tidens arkitektur är många förorter och stadscentra i mindre städer.

## Postmodernism

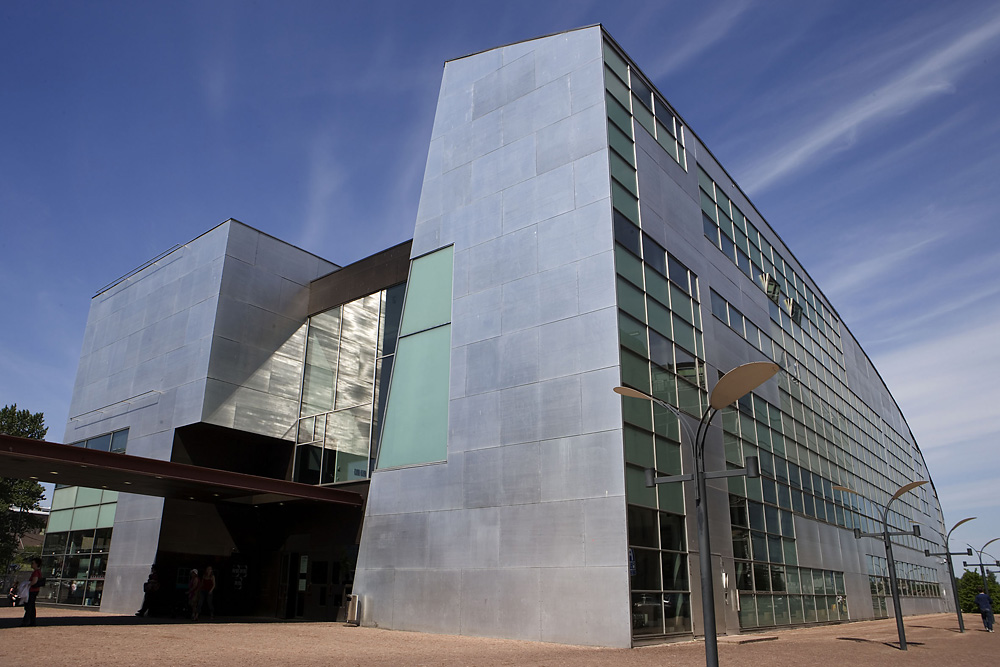
Kiasma

Under den sista fjärdedelen av 1900-talet blev det allt vanligare att återanvända gamla byggnader, till exempel Kabelfabriken som byggdes om till kulturcentrum. Stadsdelen Lillhoplax i Helsingfors med sina pastellfärgade hus med olika storleks fönster och varierande fasader är ett tydligt exempel på elementteknik. Hela området är ett av få exempel på postmodernism i Finland. Slutet av 1900-talet innebar också en återgång till innerstadens urbana ideal. Ett pilotprojekt var spetsen av Skatudden i Helsingfors som byggdes tät och centrumlik på 1980-talet. Ett liknande projekt var byggandet av Gräsviken under 1990-talet där gatunätet och den slutna kvartersstrukturen utgjorde en fortsättning på Helsingfors innerstad. Exempel på nya stadsdelar från 1990- och 2000-talen är bland annat Solvik. Bland senare års offentliga byggnader som uppförts hör konstmuseet Kiasma och Musikhuset vid Tölöviken.